# Альварадо, Хуан
Хуа́н Альбе́рто Андре́у Альвара́до (исп. Juan Alberto Andreu Alvarado), известный как Ме́лли (исп. Melli [ˈmeʎi]); род. 6 июня 1984, Барбате, Испания) — испанский футболист, игравший на позиции центрального защитника.

## Карьера
Мелли присоединился к клубу «Бетис» в возрасте 14 лет, в 2001 году попал в резервную команду «Бетиса». В конце сезона 2001/02 году был отдан в аренду «Полидепортиво», за который провёл два матча во Второй лиге Испании. За «Бетис» Мелли провёл больше 200 официальных игр и выиграл Кубок Испании в сезоне 2004/05. В 2006 году Мелли забил два автогола на «Камп Ноу» против «Барселоны» в матче чемпионата Испании. В 2011 году подписал контракт с бельгийским «Гентом», дебютировал за команду 27 августа в матче против «Льерса». За «Гент» в чемпионате Бельгии Хуан отыграл 59 матчей и забил 3 мяча. В августе 2013 года подписал контракт с тираспольским клубом «Шериф». В составе команды стал чемпионом Молдавии сезона 2013/14. В июне 2014 года покинул молдавский клуб. В июле, вслед за бывшим тренером «Шерифа» Хуаном Феррандо, подписал контракт с греческим «Эрготелисом». В 2015 году подписал контракт с азербайджанским «Симургом», в составе которого провёл 14 матчей. В июне 2015 года подписал контракт с «Нефтчи» (Баку).

## Статистика
| Сезон   | Клуб          | Страна   | Соревнование          | Матчи | Голы |
| ------- | ------------- | -------- | --------------------- | ----- | ---- |
| 2001/02 | Полидепортиво | Испания  | Сегунда дивизион      | 2     | 0    |
| 2002/03 | Бетис         | Испания  | Примера дивизион      | 8     | 0    |
| 2002/03 | Бетис Б       | Испания  | Сегунда Б             | 18    | 0    |
| 2003/04 | Бетис         | Испания  | Примера дивизион      | 4     | 0    |
| 2003/04 | Бетис Б       | Испания  | Сегунда Б             | 18    | 1    |
| 2004/05 | Бетис         | Испания  | Примера дивизион      | 29    | 1    |
| 2005/06 | Бетис         | Испания  | Примера дивизион      | 31    | 0    |
| 2006/07 | Бетис         | Испания  | Примера дивизион      | 27    | 0    |
| 2007/08 | Бетис         | Испания  | Примера дивизион      | 26    | 0    |
| 2008/09 | Бетис         | Испания  | Примера дивизион      | 26    | 1    |
| 2009/10 | Бетис         | Испания  | Сегунда дивизион      | 26    | 2    |
| 2010/11 | Тенерифе      | Испания  | Сегунда дивизион      | 25    | 1    |
| 2011/12 | Гент          | Бельгия  | Лига Жюпиле           | 37    | 4    |
| 2012/13 | Гент          | Бельгия  | Лига Жюпиле           | 22    | 0    |
| 2013/14 | Шериф         | Молдавия | Национальный дивизион | 18    | 3    |
| 2014/15 | Эрготелис     | Греция   | Суперлига Греции      | 10    | 1    |

По состоянию на 10 декабря 2014 года

## Достижения

### В клубе
- Обладатель Кубка Испании (1): 2004/05
- Чемпион Молдавии (1): 2013/14

### В сборной
- Чемпион Европы (до 17 лет) (1): 2001
- Чемпион Европы (до 19 лет) (1): 2002
- Финалист Чемпионата мира (до 20 лет) (1): 2003

## Личная жизнь
Прозвище Мелли происходит от испанского слова mellizo (рус. близнецы), так как он сам является одним из близнецов. Его брат Виктор Мануэль Альворадо тоже футболист, играющий на позиции вратаря. Виктор никогда не играл выше четвёртого дивизиона Испании.